# Creste
Creste ist eine Ortschaft in der französischen Gemeinde Saint-Diéry und eine ehemalige Gemeinde mit zuletzt 50 Einwohnern (Stand: 1. Januar 2016) im Département Puy-de-Dôme in der Region Auvergne-Rhône-Alpes (vor 2016 Auvergne). 
Die Gemeinde Creste wurde am 1. Januar 2019 nach Saint-Diéry eingegliedert. Sie gehörte zum Arrondissement Issoire und zum Kanton Le Sancy (bis 2015 Champeix).

## Lage
Creste liegt etwa 29 Kilometer südsüdwestlich von Clermont-Ferrand in der Limagne. Umgeben wurde die Gemeinde Creste von den Nachbargemeinden Verrières im Norden und Nordwesten, Grandeyrolles im Norden, Montaigut-le-Blanc im Osten und Nordosten, Saint-Floret im Osten, Saurier im Süden sowie Saint-Diéry im Westen.

## Bevölkerungsentwicklung
| Jahr                      | 1962 | 1968 | 1975 | 1982 | 1990 | 1999 | 2006 | 2013 |
| Einwohner                 | 56   | 42   | 35   | 37   | 31   | 41   | 53   | 54   |
| Quelle: Cassini und INSEE |      |      |      |      |      |      |      |      |

## Sehenswürdigkeiten
- namenlose Kapelle